# Giferspitz
Giferspitz är en bergstopp i Schweiz.   Den ligger i distriktet Obersimmental-Saanen och kantonen Bern, i den sydvästra delen av landet, 60 km söder om huvudstaden Bern. Toppen på Giferspitz är 2 542 meter över havet, eller 743 meter över den omgivande terrängen. Bredden vid basen är 8,2 km.
Terrängen runt Giferspitz är bergig österut, men västerut är den kuperad. Närmaste större samhälle är Gstaad, 5,6 km väster om Giferspitz. 
I omgivningarna runt Giferspitz växer i huvudsak blandskog. Runt Giferspitz är det glesbefolkat, med 17 invånare per kvadratkilometer.